# Le Temps d'aimer (film, 1996)
Pour les articles homonymes, voir Le Temps d'aimer.
Pour plus de détails, voir Fiche technique et Distribution.
Le Temps d'aimer ou Un temps pour l'amour au Québec (In Love and War) est un film américain réalisé par Richard Attenborough et sorti en 1996. Il s'agit d'un film biographique sur Ernest Hemingway, centré sur sa vie pendant la Première Guerre mondiale, et inspiré du livre Hemingway in Love and War de Henry S. Villard et James Nagel.

## Synopsis
Été 1918 en Italie. La guerre va bientôt se terminer mais de féroces batailles opposent toujours les armées italienne et autrichienne. Ernest Hemingway, jeune journaliste américain engagé dans la Croix-Rouge italienne, est gravement blessé lors d'une mission dans une tranchée. Il se réveille à l'hôpital, sous les yeux d'Agnès, une belle infirmière américaine, qui parvient à convaincre le chirurgien de ne pas amputer ce gamin. Entre eux, et malgré leur différence d'âge, va naître une véritable passion amoureuse dans un monde pris de folie.

## Fiche technique
- Titre français : Le Temps d'aimer
- Titre québécois : Un temps pour l'amour
- Titre original : In Love and War
- Réalisation : Richard Attenborough
- Scénario : Allan Scott, Dimitri Villard, Clancy Sigal et Anna Hamilton Phelan, d'après Hemingway in Love and War de Henry S. Villard et James Nagel
- Musique : George Fenton
- Directeur de la photographie : Roger Pratt
- Montage : Lesley Walker
- Production : Richard Attenborough et Dimitri Villard
- Sociétés de production : Dimitri Villard Productions et New Line Cinema
- Distribution : New Line Cinema (États-Unis), Metropolitan Filmexport (France)
- Pays de production :  États-Unis
- Format : Couleurs (Rankcolor) - 2,35:1 - son Dolby SR - 35 mm
- Genre : drame biographique, romance, guerre
- Langues originales : anglais et italien
- Durée : 113 minutes
- Dates de sortie : 
  - États-Unis : 18 décembre 1996 (sortie limitée)
  - États-Unis : 24 janvier 1997
  - France : 13 août 1997

## Distribution
- Chris O'Donnell (VF : Jean-Philippe Puymartin) : Ernest Hemingway
- Sandra Bullock (VF : Déborah Perret) : Agnès von Kurowsky
- Mackenzie Astin (en) (VF : Damien Boisseau) : Henry Villard
- Margot Steinberg : Mabel Rose
- Alan Bennett : Porter
- Ingrid Lacey : Elsie MacDonald
- Tara Hugo : Katherine DeLong
- Tracy Hostmyer : Ruth Harper
- Colin Stinton : Tom Burnside
- Raffaello Degruttola : Francesco
- Matthew Sharp : Joseph Larkin
- Nick Brooks : Louis Burton
- Tom Goodman-Hill : Houston Kenyon
- Richard Fitzpatrick : le facteur
- Evan Smirnow : Leicester Hemingway

## Production
Le tournage a lieu en Italie (Bassano del Grappa, Vittorio Veneto, Venise) au Québec (Montréal, Montebello) et dans les studios de Shepperton en Angleterre.

## Distinctions
Le film a été présenté en sélection officielle en compétition lors de Berlinale 1997.